# Scrupocellarinella rostrata
Scrupocellarinella rostrata är en mossdjursart som beskrevs av Jean-Loup d'Hondt och Schopf 1984. Scrupocellarinella rostrata ingår i släktet Scrupocellarinella och familjen Candidae. Inga underarter finns listade i Catalogue of Life.